# Saara hardwickii
Espèce
Synonymes
- Uromastyx hardwickii Gray, 1827
- Uromastyx griseus Cuvier, 1829
- Uromastyx reticulatus Cuvier, 1829
- Centrocercus similis Fitzinger 1843

Statut CITES
Saara hardwickii est une espèce de sauriens de la famille des Agamidae.

## Répartition
Cette espèce se rencontre en Afghanistan, au Pakistan et en Inde au Gujarat, au Rajasthan et en Uttar Pradesh.

## Description
Les mâles mesurent de 40 à 50 centimètres et les femelles de 35 à 40 centimètres et elles ont une queue plus courte. Il est brun-jaune, tirant parfois sur le vert ou l'orange. Il a un corps aplati, avec une queue présentant des écailles épineuses et pouvant se détacher, lui permettant d'échapper à ses prédateurs, tel que le faucon Iaggar.

## Étymologie
Cette espèce est nommée en l'honneur de Thomas Hardwicke.

## Publication originale
- Hardwicke & Gray, 1827 : A synopsis of the species of saurian reptiles, collected in India by Major-General Hardwicke. The Zoological Journal, London, vol. 3, p. 214-229 (texte intégral).